# 용봉로
용봉로 (Yongbong-ro)는 충청남도 홍성군 홍북읍 용봉치기사거리와 홍성군 홍성읍 대교1교차로를 잇는 도로이다.

## 주요 경유지
충청남도
- 홍성군 (홍북읍 . 홍성읍)

## 노선
| 이름                | 접속 노선             | 소재지 | 소재지 | 비고 |
| ------------------- | --------------------- | ------ | ------ | ---- |
| 용봉치기사 사거리   | 도청대로              | 홍성군 | 홍북읍 |      |
| 한울마을 사거리     | 의향로                | 홍성군 | 홍북읍 |      |
| 사양골사거리        | 홍예로                | 홍성군 | 홍북읍 |      |
| 수소충전소 사거리   | 첨단산단로 신대로     | 홍성군 | 홍북읍 |      |
| 대동 교차로         | 홍북로                | 홍성군 | 홍북읍 |      |
| 요덕 교차로         | 내용길275번길         | 홍성군 | 홍북읍 |      |
| 서력 교차로         | 내용길                | 홍성군 | 홍북읍 |      |
| 내덕1교             |                       | 홍성군 | 홍북읍 |      |
|                     | 홍성읍                | 홍성군 |        |      |
| 내법 교차로         | 내법길 충서로1701번길 | 홍성군 |        |      |
| 대교2 교차로        | 대교길                | 홍성군 |        |      |
| 가좌교              |                       | 홍성군 |        |      |
| 대교1 교차로        | 충서로                | 홍성군 |        |      |
| 의사로36번길과 직결 |                       |        |        |      |

## 주요 건물 및 시설
- 홍성내포 수소충전소 (용봉로 234/신경리 1710-1)